# Concile de Mâcon
La page concile de Mâcon répertorie les conciles et synodes diocésains qui se tiennent dans la ville française de Mâcon.

## Liste des conciles
- Premier concile de Mâcon (581)[1], assemblé par le roi Gontran, sous la présidence de Priscus, évêque de Lyon, et 21 évêques et leurs représentants présents[b 1],[2] ;
- Second concile de Mâcon (585), assemblé par le roi Gontran, sous la présidence de Priscus, évêque de Lyon, 63 évêques et leurs représentants présents[b 2],[3] ;
- Concile de Mâcon (626/627), confirmation de la règle de saint Colomban[b 3],[4] ;
- Concile de Mâcon (906)[b 3] ;
- Quatrième concile de Mâcon (1153), présidé par le légat pontifical, Odon, confirmation de droits à l'abbaye de Cluny[b 3] ;
- Concile de Mâcon (1286), concernant des règles de discipline[b 3].